# Ali Koç
Yıldırım Ali Koç (Istambul, 2 de abril de 1967) é um empresário turco. Ele é membro da terceira geração da família Koç, a mais rica da Turquia, e filho mais novo de Rahmi Koç. Em 3 de junho de 2018, ele se tornou o 37º presidente do Fenerbahçe Sports Club.

## Biografia
Depois de terminar o ensino médio na Harrow School (1980–85), Londres, ele recebeu seu BA em Estudos Gerenciais pela Rice University (1985–89), Houston, Texas, seguido por seu MBA pela Harvard Business School (1995–97).
Em 1990-1991 frequentou o programa de trainees de gestão do American Express Bank . De 1992 a 1994, foi analista do Morgan Stanley. Em 1997 ingressou na Koç Holding e ocupou vários cargos seniores na empresa. De 2006 a 2010 foi presidente de comunicação e informação corporativa do grupo familiar.
Ali Koç foi ex-membro do conselho do Fenerbahçe, gigante do clube de futebol Süper Lig. Cumpriu seu quarto mandato de dois anos como vice-presidente desde que Aziz Yıldırım chegou ao poder. Ali Koç é rotariano e membro do Istanbul Open Sea Yacht Club e do New York Yacht Club. Ali Koç atualmente faz parte do Conselho de Administração da Endeavor Turkey, uma organização internacional de desenvolvimento sem fins lucrativos que encontra e apoia empreendedores de alto impacto em mercados emergentes. Ele foi eleito o 37º presidente do Fenerbahçe Sports Club no dia 3 de junho de 2018, derrotando o ex-presidente e candidato Aziz Yildirim com 77,6% dos votos para um mandato de três anos.
Em junho de 2022 foi premiado como Comandante Honorário da Ordem do Império Britânico (CBE), por serviços prestados ao Comércio e Investimento entre a Grã-Bretanha e a Turquia.
Em junho de 2022 foi eleito presidente da União Turca de Clubes.

## Vida privada
Ali Koç casou-se com Nevbahar Demirağ em 2005. Eles têm dois filhos.